# Webera longibracteata
Webera longibracteata là một loài rêu trong họ Bryaceae. Loài này được Broth. Renauld & Cardot mô tả khoa học đầu tiên năm 1892.